# Wilson Raimundo Júnior
Wilson Raimundo Júnior (São Bernardo do Campo; 27 de octubre de 1976), conocido comúnmente como Wilson Júnior, es un futbolista retirado y entrenador brasileño que jugó como arquero. Actualmente se encuentra libre tras dirigir al Esporte Clube Primavera.

## Trayectoria
En diciembre de 2003 dejó el Barbarense. Él también jugó para el Steaua Bucureşt. A mediados del 2004 dejó el equipo para firmar con el  Atlético Sorocaba. En abril del 2005 Wilson regresó al Barbarense.
Wilson Júnior deja el Barbarense para firmar con el club portugués Naval en agosto de 2005. En la "Primeira Liga 2007–08 fue el arquero titular dejando en el banco de suplentes a Pedro Taborda.
Para la temporada 2008-09 dejó el Naval para firmar con el Inter Baku, donde terminó siendo el suplente de Svilen Simeonov.

## Estadística de carrera
| Rendimiento de club | Rendimiento de club | Rendimiento de club | Liga         | Liga      | Taza               | Taza               | Taza de liga  | Taza de liga  | Continental     | Continental     | Total        | Total     |
| Estación            | Club                | Liga                | Aplicaciones | Objetivos | Aplicaciones       | Objetivos          | Aplicaciones  | Objetivos     | Aplicaciones    | Objetivos       | Aplicaciones | Objetivos |
| Brasil              | Brasil              | Brasil              | Liga         | Liga      | Copa Brasil        | Copa Brasil        | Taza de liga  | Taza de liga  | América del sur | América del sur | Total        | Total     |
| ------------------- | ------------------- | ------------------- | ------------ | --------- | ------------------ | ------------------ | ------------- | ------------- | --------------- | --------------- | ------------ | --------- |
| 1999                | Portuguesa Santista | Cero                | ?1           | ?         |                    |                    |               |               |                 |                 |              |           |
| 1999                | Botafogo (RJ)       | Série Un            | 3            | 0         | 0                  | 0                  | 3             | 0             |                 |                 |              |           |
| 2001                | Ceará               | Série B             | ?            | ?         | 3                  | 0                  | ?             | ?             |                 |                 |              |           |
| 2002                | Botafogo (SP)       | Série B             | ?            | ?         | 2                  | 0                  | ?             | ?             |                 |                 |              |           |
| 2003                | São José            | Cero                | ?2           | ?         |                    |                    |               |               |                 |                 |              |           |
| 2004                | Barbarense          | Série C             | 0            | 0         | 2                  | 0                  | ?3            | ?             |                 |                 |              |           |
| 2004                | Atlético Sorocaba   | Série C             | ?            | ?         | ?4                 | ?                  |               |               |                 |                 |              |           |
| 2005                | Atlético Sorocaba   | Série C             | 0            | 0         | ?5                 | ?                  |               |               |                 |                 |              |           |
| 2005                | Barbarense          | Série C             | 0            | 0         |                    |                    |               |               |                 |                 |              |           |
| Portugal            | Portugal            | Portugal            | Liga         | Liga      | Taça de Portugal   | Taça de Portugal   | Taça da Liga  | Taça da Liga  | Europa          | Europa          | Total        | Total     |
| 2005@–06            | Naval               | Portugués Liga      | 13           | 0         | ?                  | ?                  | ?             | ?             |                 |                 |              |           |
| 2006@–07            | Naval               | Portugués Liga      | 1            | 0         | ?                  | ?                  | ?             | ?             |                 |                 |              |           |
| 2007@–08            | Naval               | Portugués Liga      | 16           | 0         | ?                  | ?                  | 0             | 0             | ?               | ?               |              |           |
| Azerbaiyán          | Azerbaiyán          | Azerbaiyán          | Liga         | Liga      | Taza de Azerbaiyán | Taza de Azerbaiyán | Taza de liga6 | Taza de liga6 | Europa          | Europa          | Total        | Total     |
| 2008@–09            | Inter Baku          | Premier League      | 23           | 0         | 3                  | 0                  | 0             | 0             | 26              | 0               |              |           |
| 2009@–10            | Inter Baku          | Premier League      | 11           | 0         | -                  | -                  | 2             | 0             | 13              | 0               |              |           |
| Total               | Brasil              | Brasil              | 7            | 0         | ?                  | ?                  |               |               |                 |                 |              |           |
| Total               | Portugal            | Portugal            | 30           | 0         | ?                  | ?                  | 0             | 0             | ?               | ?               |              |           |
| Total               | Azerbaiyán          | Azerbaiyán          | 34           | 0         | 3                  | 0                  | 2             | 0             | 39              | 0               |              |           |
| Total de carrera    | Total de carrera    | Total de carrera    | ?            | ?         | ?                  | ?                  | 0             | 0             | 2               | 0               | ?            | ?         |